# Hypnos

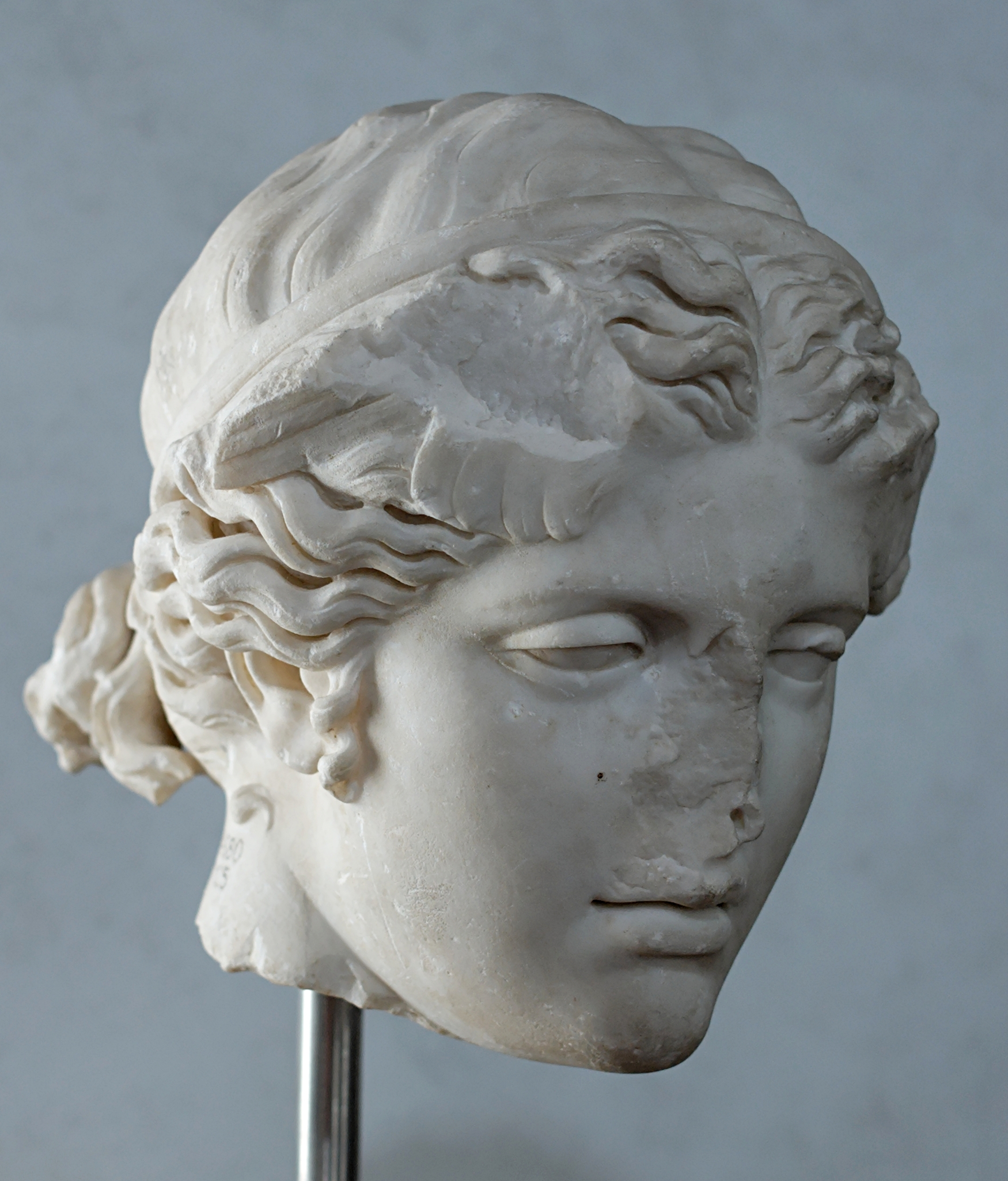
Hypnos

Hypnos, în mitologia greacă, zeul somnului plin de fantasme întunecate si frate al zeului morții, Thanatos. Ca și acesta, era reprezentat ca un tânăr, de obicei adormit sau cu o torță gata să cadă, adesea înaripat sau cu aripi la tâmple. Se spune că datorită lui îi datora Endymion, pastorul frumos de care se îndrăgostise, capacitatea de a dormi cu ochii deschiși. La ajutorul lui apelase și Hera, atunci când a vrut să îl adoarmă pe Zeus pentru a acționa nestingherită asupra lui Heracle. Când s-a trezit, Zeus a vrut să îl arunce în mare, însă pentru a nu-i îndurera mama, zeița nopții temută și respectată de Zeus, nu a făcut acest lucru. Era fiul lui Nyx și al lui Erebus.